# 旺楚克百年國家公園
27°48′43″N 90°39′28″E / 27.81194°N 90.65778°E
旺楚克百年國家公園是不丹的國家公園，位於該國北部，成立於2008年12月12日，面積4,914平方公里，有孟加拉虎、雪豹、琺蛺蝶、亞洲黑熊、豹貓、喜馬拉雅麝等野生動物棲息。